# Saint-Césaire
Saint-Césaire is een gemeente in het Franse departement Charente-Maritime (regio Nouvelle-Aquitaine). De plaats maakt deel uit van het arrondissement Saintes. Saint-Césaire telde op 1 januari 2022 894 inwoners.

## Geografie
De oppervlakte van Saint-Césaire bedroeg op 1 januari 2022 10,41 vierkante kilometer; de bevolkingsdichtheid was toen 85,9 inwoners per km².
De onderstaande kaart toont de ligging van Saint-Césaire met de belangrijkste infrastructuur en aangrenzende gemeenten.

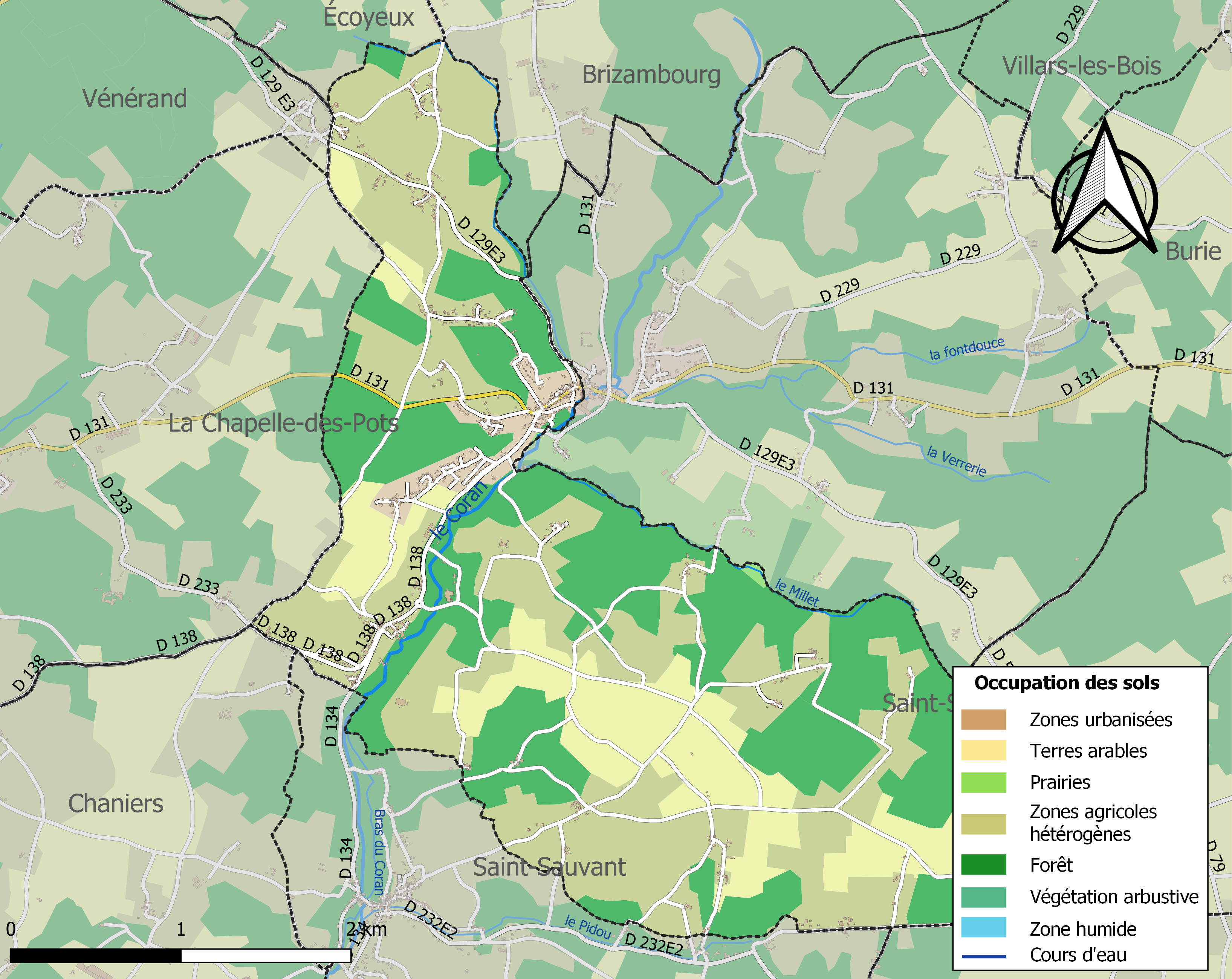

## Demografie
Onderstaande figuur toont het verloop van het inwonertal (bron: INSEE-tellingen).